# 신극범
신극범(慎克範, 1932년 11월 17일~)은 대한민국의 교육인이다.

## 학력
- 대전고등학교 졸업
- 연세대학교 영문학 학사
- 서울대학교 교육대학원 교육학 석사
- 미시간대학교 대학원 철학 박사

## 약력
- 한양대학교 사범대학 학장
- 한국교원대학교 교육학과 교수
- (재)교보생명교육문화재단 초대 이사장
- 한국교원대학교 총장
- 한국교육학회 회장
- 한국학술단체연합회 회장
- 광주대학교 총장
- 대전대학교 총장
- 민주평화통일자문회의 대전지부 부의장
- 전국사립대학교총장협의회 회장

## 수상
- 1988년 : 황조근정훈장
- 1997년 : 미국 미시간주립대학교 자랑스런 동문상
- 1998년 : 국민훈장 무궁화장
- 2001년 : 연세대학교 자랑스런 영문인상
- 2004년 : 대전고총동창회 자랑스러운 대능인상

| 전임 권이혁 | 제3대 한국교원대학교 총장 1988년 2월 16일 ~ 1992년 2월 15일 | 후임 신극범 |

| 전임 신극범 | 제4대 한국교원대학교 총장 1992년 2월 16일 ~ 1996년 2월 15일 | 후임 우종옥 |